# Sezione Difesa Ravenna
La Sezione Difesa Ravenna del Corpo Aeronautico era un reparto di volo italiano costituito il 1º giugno 1916 e disciolto il 19 novembre 1918.
La Sezione, fu operativa durante la prima guerra mondiale.

## Storia
Dopo il bombardamento di Ravenna del 12 febbraio 1916 che distrusse l’antiportico della storica basilica di Sant'Apollinare Nuovo e danneggiò l'Ospedale Civile, ove aveva sede la Croce Rossa e l'incursione aerea su Ravenna e Cervia del 3 maggio successivo, il 1º giugno 1916 nasce una Sezione Difesa con 3 Farman 14 al comando del Tenente Enrico Cottino che dispone di altri 2 piloti e 2 mitraglieri all'Aeroporto di Ravenna in località Cascina Spreti.
Nel 1917 ha 5 Farman e 9 piloti ed il 16 maggio muore in un incidente di volo Cottino.
Alla fine dell'anno il Ten. Angelo Banchieri è al comando di altri 4 piloti e nel mese di aprile 1918 il reparto transita su 3 Nieuport.
Nel mese di settembre dispone di 4 piloti ed alla fine del conflitto restano solo 2 piloti che iniziano a ricevere gli Ansaldo S.V.A. ma il 19 novembre 1918 la Sezione viene sciolta.